# ベベツ岳
ベベツ岳（ベベツだけ）は、北海道の上川郡新得町と上川郡美瑛町の2町にまたがる標高1,860mの山である。

## 概要
石狩山地を構成する十勝岳連峰の山で、オプタテシケ山と美瑛富士に挟まれた主稜線上に位置する。
山名はアイヌ語の「pe pet（水・川 = 水量の豊かな川）」が由来であるとされるが、漢字表記にした川名である辺別川はトムラウシ山付近にある三川台を源流とするため、源頭ではないこの山になぜ「ベベツ」の字が当てられたかは不明である。

## 登山
オプタテシケ山が日本三百名山に選定されることもあり登山道の途中にある山として登る人が多いほか、主稜線上に位置するためトムラウシ山側からの縦走目的で訪れる人も多い。またこのことから登山道は整備されており難易度の高い山ではないが、山頂標識などが設置されていないため一部の登山者は気づかずに通り過ぎてしまう人もいる。